# Akira Itō
Akira Itou (伊藤 章 Itō Akira?) es un mangaka japonés. Itou es el creador de Yu-Gi-Oh! R, una secuela de la serie Yu-Gi-Oh! que sigue la historia después que Yugi Mutou haya ganado las tres cartas de los dioses egipcios. Itou también ha trabajado junto con Yoshihiro Takahashi en la creación del libro Fang.
Actualmente se encuentra trabajando en el manga Cardfight!! Vanguard, el cual está siendo publicado en la revista japonesa Kero Kero Ace.
- Datos: Q2829067